# Kazimierz Deja
Kazimierz Piotr Deja (ur. 30 stycznia 1936 w Starej Kiszewie, zm. 22 kwietnia 2003) – polski działacz partyjny i samorządowy, nauczyciel, w latach 1975–1977 prezydent Tczewa.

## Życiorys
Syn Jana i Anieli. Absolwent Wyższej Szkoły Nauk Społecznych przy KC PZPR (1967). Był słuchaczem Centralnego Kursu Kierowników Ośrodków Propagandy Partyjnej przy KC PZPR (1965), Kursu Sekretarzy Rolnych KP przy KC PZPR w Warszawie (1969) oraz szkolenia w Centralnym Ośrodku Doskonalenia Kadry Kierowniczej w Warszawie (1973). Zawodowo pracował m.in. jako nauczyciel szkół podstawowych w regionie Nowego Dworu Gdańskiego (m.in. w Szkole Podstawowej nr 3 w Sztumie).
Od 1950 członek Związku Młodzieży Polskiej, był m.in. wiceprzewodniczącym Zarządu Powiatowego i kierownikiem Wydziału Szkolno-Harcerskiego ZMP w Kościerzynie, a także delegatem na Zlot Młodych Przodowników Pracy – Budowniczych Polski Ludowej w 1952. W latach 1957–1959 członek Związku Młodzieży Wiejskiej. W 1955 został członkiem Polskiej Zjednoczonej Partii Robotniczej. Początkowo był I sekretarzem OOP PZPR przy I Batalionie w Oficerskiej Szkole Artylerii Przeciwlotniczej w Koszalinie (1955–1956) i POP w Skowarczu (1956–1961). Zajmował różne stanowiska w ramach struktur partyjnych województwa gdańskiego, m.in. instruktora i sekretarza Powiatowej Komisji Rewizyjnej w Sztumie (pierwsza połowa lat 60.), kierownika Powiatowego Ośrodka Propagandy Partyjnej w Nowym Dworze Gdańskim i sekretarza ds. rolnych w KP tamże (1968–1972). Wchodził w skład egzekutywy Komitetu Powiatowego (1973–1975) i Miejskiego (1975–1977) PZPR w Tczewie.
Zasiadał w Miejskiej Radzie Narodowej w Nowym Dworze Gdańskim oraz Tczewie, w latach 60. członek Komisji Kultury i Oświaty Prezydium Powiatowej Rady Narodowej w Sztumie. Od czerwca 1972 do grudnia 1973 przewodniczący Prezydium Powiatowej Rady Narodowej w Tczewie, następnie od grudnia 1973 pierwszy zastępca naczelnika miasta i powiatu tczewskiego. Działał także w ramach Frontu Jedności Narodu m.in. jako członek prezydium Zarządu Powiatowego w Tczewie od 1973. Od 27 lutego 1975 do 15 lutego 1977 pełnił funkcję pierwszego w historii prezydenta Tczewa. W kolejnych latach przewodniczący Komisji Rolnej i członek egzekutywy Komitetu Miejsko-Gminnego PZPR w Pelplinie, następnie do 1990 sekretarz ds. ideologicznych i przewodniczący Komisji Ideologicznej Komitetu Miejsko-Gminnego PZPR w Skarszewach. Po 1977 zatrudniony na stanowiskach kierowniczych w rolnictwie, w 1983 objął natomiast fotel dyrektora Zespołu Szkół Rolniczych w Bolesławowie. Został również współpracownikiem Ligi Obrony Kraju.